# Xã Dodge, Quận Union, Iowa
Xã Dodge (tiếng Anh: Dodge Township) là một xã thuộc quận Union, tiểu bang Iowa, Hoa Kỳ. Năm 2010, dân số của xã này là 209 người.